# Gabriel Bouillon
Gabriel Bouillon   (Montpeller, 5 de març de 1898 - París, 1984) va ser un violinista i pedagog musical francès.
Gabriel Charles Bouillon va néixer a Montpeller, França.
Bouillon prové d'una família de músics. El seu germà Jo Bouillon era el quart marit de Josephine Baker. Va estudiar a la seva ciutat natal i amb Jacques Thibaud a París. Després va ensenyar violí al Conservatori de París. Entre els seus alumnes hi havia Henryk Szeryng, Erkki Kantola, Horst Sannemüller, Charles Chaynes, Jean-Pierre Wallez i Suna Kan.
Va visitar el compositor retirat Manuel de Falla tres setmanes abans de morir a l'Argentina i va informar al setmanari "Le Littéraire" després del seu retorn a França sobre l'oratori inacabat Atlántida. El manuscrit va ser completat posteriorment pel compositor espanyol Ernesto Halffter.
Bouillon va establir el seu propi quartet de corda als anys trenta. Va morir a Montpeller el 1984.